# Goiás EC
Goiás Esporte Clube is een Braziliaanse voetbalclub uit Goiânia, in de provincie Goiás.

## Geschiedenis
De club werd opgericht in 1943. In de staatscompetitie van Goiás moest de club eerst zijn meerdere erkennen in stadsrivaal Goiânia, maar na de opening van het stadion Serra Dourada groeide de club uit tot de belangrijkste van de staat en Goiânia zou nooit meer de titel winnen. Het is ook de enige club uit de staat die alle seizoenen van het Campeonato Goiano in de hoogste klasse speelde.
In 1966 werd de eerste titel veroverd. Hierdoor mocht de club aantreden in de Taça Brasil 1967, de nationale eindronde voor staatskampioenen. De club overleefde de groepsfase niet. In 1971 werd de huidige Série A ingevoerd als nieuwe hoogste klasse. In de beginjaren was dit een erg uitgebreide competitie waaraan meerdere clubs per staat aan mochten deelnemen. De club kon hier weinig successen boeken in de jaren zeventig, terwijl ze in de staatscompetities vier keer kampioen werden en vier keer vicekampioen. In 1979 bereikte de club wel de derde groepsfase en eindigde daar tweede achter Internacional. Het volgende seizoen werd de Série B heringevoerd als tweede klasse. Het aantal clubs in de Série A werd met meer dan vijftig verminderd en doordat ze in de staatscompetitie slechts vierde eindigden mocht enkel kampioen Vila Nova in de Série A aantreden. De volgende jaren mocht de club wel weer in de Série A aantreden door de goede resultaten in de staatscompetitie. In 1983 bereikte de club de kwartfinale om de titel, die ze verloren van Santos. Halverwegen de jaren tachtig maakte de prestatie in de staatscompetitie niet meer uit en bleef Goiás de vaste waarde voor de staat in de competitie. In 1990 verloor de club de finale van de Copa do Brasil tegen Flamengo. In 1993 volgde een eerste degradatie, maar de club kon wel na één seizoen terugkeren. In 1996 bereikte de club de halve finale om de titel verloor die van Grêmio. Twee jaar later degradeerde de club opnieuw, maar ook nu bleef de afwezigheid tot één seizoen beperkt. In 1998 werd de club lid van de Clube dos 13.
De club eindigde in 2003 en 2004 in de top tien waardoor ze mochten deelnemen aan de Copa Sudamericana en zo voor het eerst internationaal voetbal speelden, al werden ze telkens door een Braziliaanse club uitgeschakeld. In 2005 werden ze derde in de competitie, de beste notering ooit. Hierdoor kwalificeerden ze zich voor de Copa Libertadores 2006. In de groepsfase werden ze groepswinnaar voor Newell's Old Boys. In de 1/8 finale verloren ze op basis van de uitdoelpuntregel van Estudiantes de La Plata. Ook de volgende jaren eindigde de club meestal in de top tien. In de Copa Sudamericana 2010 bereikten ze de finale, die ze na strafschoppen verloren van Independiente. Dit goede resultaat vertaalde zich niet in de competitie, waar de club op een degradatieplaats eindigde. Het volgende seizoen eindigde de club pas elfde. In 2012 werden ze kampioen en keerden zo terug. Bij de terugkeer eindigden ze zesde, maar hierna ging het weer bergaf tot een nieuwe degradatie volgde in 2015. Na twee kwakkelseizoenen slaagde de club er in 2018 in om opnieuw te promoveren. Stadsrivalen Atlético en Vila Nova eindigden op een zesde en zevende plaats in de Série B. Na een tiende plaats in 2019 degradeerde de club opnieuw in 2020. 

## Bekende (ex-)spelers
- Douglas (2008-2011)
- Jefferson Gottardi (2001)
- Rafael Tolói (2008-2012 + jeugd)
- Somália (2004)

## Erelijst
Copa do Brasil
Finalist: 1990
Campeonato Goiano
1966, 1971, 1972, 1975, 1976, 1981, 1983, 1986, 1987, 1989, 1990, 1991, 1994, 1996, 1997, 1998, 1999, 2000, 2002, 2003, 2006, 2009, 2012, 2013, 2015, 2016, 2017, 2018
Copa Sudamericana
Finalist: 2010
Copa Verde
2023

## Rangschikkingen Série A
| Jaar | Plaats | Jaar | Plaats | Jaar | Plaats | Jaar | Plaats | Jaar | Plaats |
| ---- | ------ | ---- | ------ | ---- | ------ | ---- | ------ | ---- | ------ |
| 1971 | -      | 1981 | 24ste  | 1991 | 15de   | 2001 | 10de   | 2011 | -      |
| 1972 | -      | 1982 | 33ste  | 1992 | 17de   | 2002 | 12de   | 2012 | -      |
| 1973 | 13de   | 1983 | 7de    | 1993 | 26ste  | 2003 | 9de    | 2013 | 6de    |
| 1974 | 21ste  | 1984 | 14de   | 1994 | -      | 2004 | 6de    | 2014 | 12de   |
| 1975 | 17de   | 1985 | 35ste  | 1995 | 8ste   | 2005 | 3de    | 2015 | 19de   |
| 1976 | 30ste  | 1986 | 23ste  | 1996 | 4de    | 2006 | 8ste   |      |        |
| 1977 | 35ste  | 1987 | 13de   | 1997 | 19de   | 2007 | 16de   |      |        |
| 1978 | 14de   | 1988 | 13de   | 1998 | 22ste  | 2008 | 8ste   |      |        |
| 1979 | 7de    | 1989 | 10de   | 1999 | -      | 2009 | 9de    |      |        |
| 1980 | -      | 1990 | 10de   | 2000 | 10de   | 2010 | 19de   |      |        |